# Новомінзітарово
Новомінзіта́рово (рос. Новоминзитарово, башк. Яңы Меңйетәр) — присілок у складі Благовіщенського району Башкортостану, Росія. Входить до складу Ізяківської сільської ради.
Населення — 61 особа (2010; 79 в 2002).
Національний склад:
- башкири — 81 %